# Richard Hertwig
Richard Wilhelm Karl Theodor Ritter von Hertwig (Friedberg, 23 settembre 1850 – Icking, 3 ottobre 1937) è stato un medico e zoologo tedesco.

## Biografia
Fratello minore dello zoologo Oscar Hertwig.
Insieme a Carl Gegenbaur, i fratelli Hertwig furono i più eminenti discepoli di Ernst Haeckel presso l'Università di Jena. Sebbene non condividessero le speculazioni filosofiche di Haeckel, l'Hertwig diede un orientamento positivo alle loro idee. Tra il 1879 e il 1883 effettuò studi embriologici, in particolare intorno alla teoria dei celomati (1881).

## Opere principali
- Das Nervensystem und die Sinnesorgane der Medusen, 1878
- Die Actinien (Las Actinias), 1879
- Chätognathien, 1880.
- Die Coelomtheorie: Versuch einer Erklärung des mittleren Keimblattes, Jena, 1881
- Lehrbuch der Zoologie, Jena, 1891. 704 pp.
- Abstammungslehre und neuere Biologie, 1927

## Opere
- (1894) The Biological Problem of Today: Preformation or Epigenesis?
- (1906) Lehrbuch der Entwicklungsgeschichte des Menschen und der Wirbeltiere
- (1916) Das Werden der Organismen, eine Widerlegung der Darwinschen Zufallslehre